# Bulqiza
Bulqiza (albanskt uttal: [bulciz], albanska: Bulqizë med böjningsformen Bulqiza) är en ort och kommun i Dibër prefektur Albanien. Den nuvarande kommunen bildades 2015 genom sammanslagningen av kommunerna Bulqiza, Fushë-Bulqiza, Gjorica, Martaneshi, Ostreni, Shupenza, Trebisht och Zerqani. Kommunen hade 31 210 invånare (2011) på en yta av 678,51 km². Den tidigare kommunen hade 8 177 invånare (2011).